# Хирш, Альфонс
Альфонс Хирш (фр. Alphonse Hirsch; 1843—1884) — французский живописец и гравёр.

## Биография
Альфонс Хирш родился 2 мая 1843 года в Париже. Учился художественному мастерству у Леона Жозефа Флорантена Бонна.
Дебютировал на творческом поприще сперва в гравёрном искусстве (офорты), затем перешёл к живописи масляными красками.
Среди прочего им, в частности, были написаны портреты раввина I. Loeb’а (1877) и Naquet (1880). Последний портрет был выставлен на международной выставке в Вене в 1882 году.
Альфонс Хирш умер 15 июля 1884 года в городе Ванве.